# Trailer (preview)
 For alternative betydninger, se Trailer. (Se også artikler, som begynder med Trailer)
En trailer eller teaser er en forhåndsvisning (eng. preview) af et produkt – typisk en film eller et computerspil. Man kan næsten kalde en trailer, for en reklame for produktet. Teasers vises i:
- Lange udgaver i biografer
- Kortere udgaver i tv
- Varierende udgaver kan ofte hentes på internettet

I relation til computerspil må en trailer ikke forveksles med shareware, evaluation eller demoer. En trailer er på film-mediet.
- Wikimedia Commons har flere filer relateret til Trailer (preview)

| Film | Spire Denne filmartikel er en spire som bør udbygges. Du er velkommen til at hjælpe Wikipedia ved at udvide den. |